# Un uomo in blues
Un uomo in blues è l'undicesimo album in studio del cantautore italiano Pino Daniele pubblicato nel gennaio 1991. Fu il primo album su etichetta CGD dopo la fine del contratto con la EMI Italiana dopo 13 anni..

## Tracce
Testi e musiche di Pino Daniele.
Lato A
1. 'O scarrafone – 4:08
2. Un uomo in blues – 4:25
3. Gente distratta – 4:16
4. Che soddisfazione – 3:13
5. Invece no – 3:20

Lato B
1. Leave a Message – 4:00
2. Domani – 3:02
3. Femmena – 3:50
4. For Your Love – 3:27
5. Solo – 4:00

## Formazione
- Pino Daniele – voce, chitarra, tastiera, armonica
- Danilo Rea – pianoforte e tastiera
- Harvie Swartz – basso e contrabbasso
- Gary Chaffee – batteria
- Rosario Jermano – percussioni
- Giulio Clementi – programmazione e tastiera
- Mick Goodrick – chitarra elettrica (in Che soddisfazione e Invece no)
- Gino Cogliandro, Edoardo Romano, Mirko Setaro, Dorina Giangrande, Kathy Jackman – cori

## Classifiche

### Classifiche settimanali
| Classifica (1991) | Posizione massima |
| ----------------- | ----------------- |
| Europa            | 46                |
| Italia            | 1                 |

### Classifiche di fine anno
| Classifica (1991) | Posizione |
| ----------------- | --------- |
| Italia            | 17        |